# Dolichopoda thasosensis
Dolichopoda thasosensis is een rechtvleugelig insect uit de familie grottensprinkhanen (Rhaphidophoridae). De wetenschappelijke naam van deze soort is voor het eerst geldig gepubliceerd in 1964 door Lucien Chopard.
1. ↑  (en) Dolichopoda thasosensis op de IUCN Red List of Threatened Species.